# Dokter Zandor
Dokter Zandor of Dokter Zantor, in het Engels Doctor Zantaf, is een fictieve schurk uit de Disney-wereld. Hij kwam voor het eerst voor in Paperino missione Zantaf, een stripverhaal van Carlo Chendi en Luciano Bottaro dat in oktober 1968 verscheen in het maandblad Almanacco Topolino. Hij komt ook voor in enkele S-gecodeerde verhalen.
Dokter Zandor is een eend met een boevenmasker op. Hij is ook een geleerde. In de meeste verhalen waarin hij meedoet probeert hij door middel van Dagobert Ducks geld de Aarde te veroveren, wat mislukt. 